# عبدالاحد مومند
عَبدُالاَحَد مومَند یا عبدالاحد مُهمَند (زاده ۱۱ دی ۱۳۳۷) نخستین فضانورد اهل افغانستان است. او در سال ۱۹۸۸ میلادی نه روز را در ایستگاه فضایی میر گذراند. وی هم‌اکنون ساکن شهر اشتوتگارت در کشور آلمان است.

## روند شغلی
عبدالاحد مومند در سرده غزنی در افغانستان زاده شد. او از مدرسه عالی پلی‌تکنیک کابل و سپس دانشکده نیروی هوایی فارغ‌التحصیل شد. او در نیروی هوایی افغانستان به خدمت پرداخت و بعداً در اتحاد جماهیر شوروی به عنوان خلبان آموزش دید.

## مأموریت فضایی
اتحاد جماهیر شوروی در آن دوران طی برنامه‌ای با نام اینترکسموس، سعی در افزایش مشارکت فضانوردان از کشورهای دیگر به ویژه کشورهای بلوک شرق در برنامه اکتشافات کیهانی داشت و همراهی مومند در برنامه فضایی شوروی، نماد مهمی در دوران حاکمیت حزب دموکراتیک خلق افغانستان بشمار می‌آمد.
عبدالاحد مومند به همراه فرمانده ولادیمیر لیاخوف و والری پلیاکوف عضو تیم سه‌نفره در مأموریت سایوز تی‌ام-۶ بود که در ۷ شهریور ۱۳۶۷ از پایگاه فضایی بایکونور به فضا پرتاب شدند و به مدت ۸ شبانه روز و ۲۰ ساعت و ۲۶ دقیقه تا ۱۶ شهریور در فضا بودند. فضاپیمای آنها در ایستگاه فضایی میر پهلو گرفت و فضانوردان در طول اقامت در آن ایستگاه به پژوهش‌های علمی و کیهانی دست زدند.
عبدالاحد مومند در جریان اقامت در ایستگاه فضایی میر، از افغانستان عکسبرداری نمود و در آزمایش‌های اخترفیزیکی، پزشکی، و زیست‌شناختی شرکت کرد. وی از ایستگاه فضایی میر با محمد نجیب‌الله، رئیس‌جمهور وقت افغانستان نیز گفتگوی تلفنی داشت.
در پایان مأموریت، عبدالاحد مومند در فضاپیمای سایوز تی‌ام-۵ در ژزقازغان، در قزاقستان به زمین نشست.

## یادداشت
1. ↑  حرف واو در اینجا مانند واو در روشن تلفظ می‌شود.